# لوسینه مارتیروسیان
لوسینه مارتیروسیان (ارمنی: Լուսինե Էռնեստի Մարտիրոսյան؛ انگلیسی: Lusine Martirosyan؛ – ۵ ژوئن ۱۹۷۲) یک کارگردان و تهیه‌کننده اهل ارمنستان بود.

## زندگی‌نامه
وی در ۵ ژوئن ۱۹۷۲ در ایروان به دنیا آمد و از مدرسه آندرانیک مارگاریان (۱۹۸۹) و دانشگاه دولتی علوم پرورشی خاچاطور آبوویان ارمنستان (۱۹۹۴) فارغ‌التحصیل گشت.

## جوایز
وی همچنین برنده جوایزی شده است: 
- بهترین کارگردان سال «Տարվա լավագույն ռեժիսոր»
- بهترین نما‌هنگ سال Տարվա լավագույն տեսահոլովակ» ‏ (2009)
- جایزه ویژه از سوی یواس‌ای‌د USAID-ի կողմից հատուկ մրցանակ
- برنده جایزه سوم و پنجم جوایز موسیقی ارمنیان Հայկական երաժշտական և «Armenian Music Awards» մրցանակաբաշխությունների եռակի և հնգակի մրցանակակիր